# 3, 2, 1 ¡vamos!
3, 2, 1 ¡vamos! es una serie creada por Sesame Workshop, es el sucesor de Sesame Street y Plaza Sésamo.

## Personajes
Plaza Sésamo se caracterizaba por tener un elenco humano y un elenco de marionetas conocidas como. El elenco humano era casi totalmente propio de la serie. Aunque la serie compartía muchos de los muppets con la angloparlante Sesame Street, hay algunos muppets originales y únicos de esta serie. Pero en esta serie Los Muppets tienen más actuación, porque los humanos solo aparecen en los videos de Archibaldo:
- Abby Cadabby,
- Elmo,
- Beto y Enrique (Bert y Ernie),
- Archibaldo (Grover),
- Aurora (Prairie Dawn),
- Zoe,
- Comegalletas,
- Telly,
- Rosita,

...Entre otros.

## Series unidas por 3, 2, 1 ¡Vamos!
- Juega conmigo Sésamo.
- Las grandes aventuras de Beto y Enrique.
- El mundo de Archibaldo.
- Murray tiene un pequeño cordero.